# Władysław Michejda

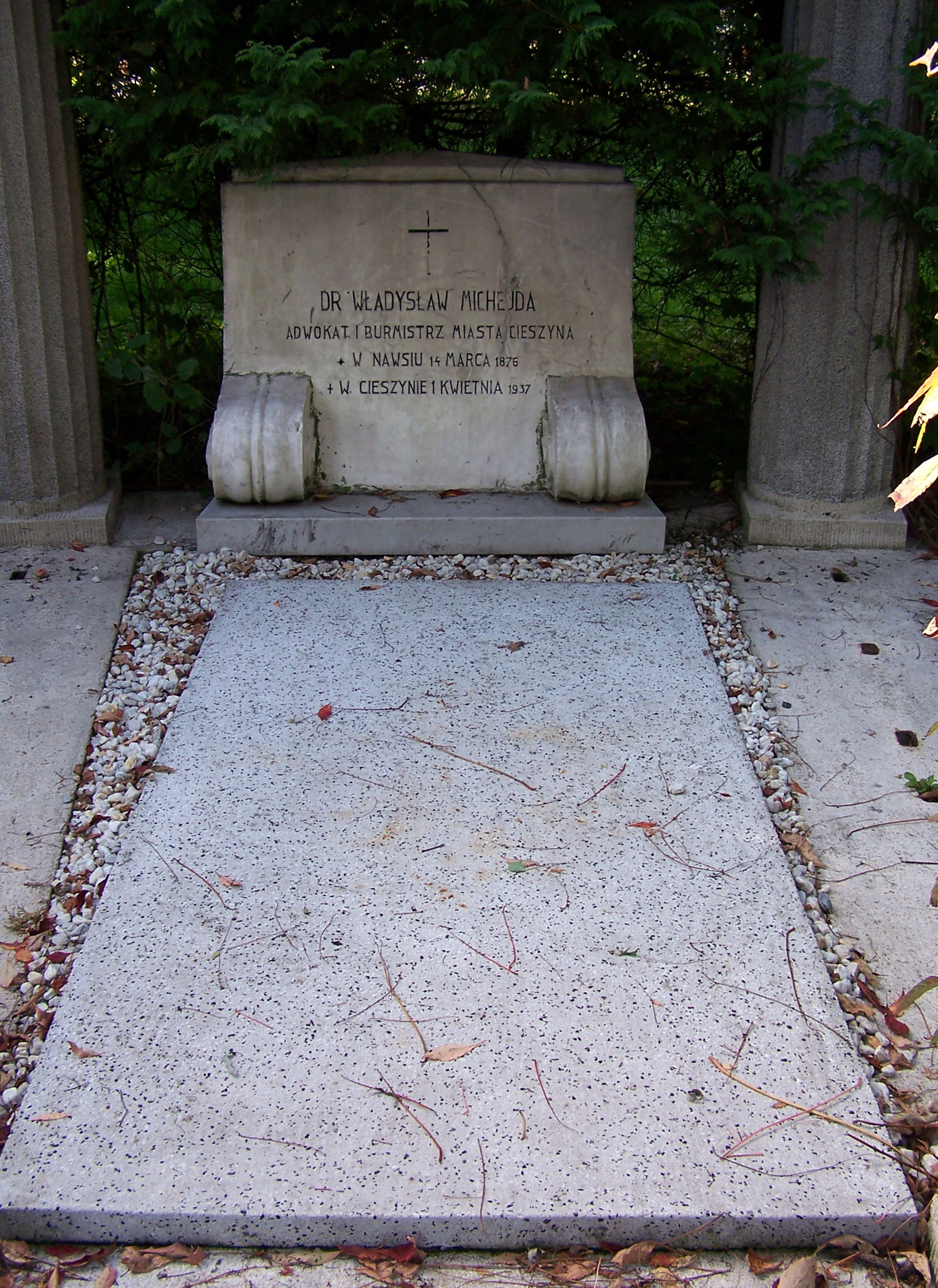
Hrob Władysława Michejdy na Městském hřbitově v Těšíně

Władysław Michejda (14. března 1876 Návsí – 1. května 1937 Těšín) byl polský právník a starosta města Těšína.

## Život
Narodil se v rodině evangelického faráře Franciszka Michejdy. Vystudoval gymnázium v Těšíně a následně studoval právo na Právnické fakultě Jagellonské univerzity. V roce 1904 získal doktorát. Od roku 1908 byl právníkem ve Lvově a členem nejvyšší rady Narodowej Demokracje v Rusku. V červenci 1917 se stal členem Rady Polské meziparlamentní unie v Moskvě. V roce 1919 se vrátil do Těšína a otevřel si advokátní kancelář.
Władysław Michejda byl později zvolen do městské rady a v roce 1929 se stal starostou města Těšína. Během jeho funkčního období se město, navzdory krizi převažující v zemi, úspěšně rozvíjelo.